# Bhoothanahalli, Anekal
Bhoothanahalli là một làng thuộc tehsil Anekal, huyện Bangalore Urban, bang Karnataka, Ấn Độ.